# Takagioma orientalis
Takagioma orientalis är en insektsart som beskrevs av Irena Dworakowska 1993. Takagioma orientalis ingår i släktet Takagioma och familjen dvärgstritar.
Artens utbredningsområde är Thailand. Inga underarter finns listade i Catalogue of Life.